# Harasztifalu
Harasztifalu es un pueblo ubicado en el distrito de Körmend, en el condado de Vas, Hungría.

## Superficie
Posee una superficie de 7,890 kilómetros cuadrados.

## Demografía
Hasta 2019 la población era de 151 habitantes, con una densidad de población de 19,14 habitantes por kilómetro cuadrado.